# 丘祖德
丘祖德（1614年3月20日—1645年），號念修，四川都司成都後衛人，明朝政治人物。

## 生平
崇禎六年（1633年）癸酉科四川鄉試舉人，十年（1637年）丁丑科進士。吏部觀政，授寧國府推官，十二年（1639年）調濟南府推官。後被推荐，越級提拔為山東按察司僉事，仍帶降俸一級，分巡東昌道。山东土寇猖獗，崇祯帝听给事中张元始之言，令丘祖德及东兖道李恪专任招抚，土寇多解散。十五年（1642年），調官沂州。冬季，因兵部尚书张国维所荐，被擢为右佥都御史，巡撫保定，提督紫荊等關，兼理海防軍務。十六年（1643年）在官吏考核中被解职待查，查明后，以原官代王永吉巡撫山東。北京沦陷，李自成遣使招降丘祖德，丘祖德斩使者，图谋发兵拒守，但中军梅应元叛变，率部卒索取印绶，丘祖德于是南奔。
弘光年间，御史沈宸荃弹劾丘祖德和河南总督黄希宪轻弃封疆，诏将二人削籍提讯久后获释。时成都亦沦陷，丘祖德无家可归，流寓于宁国。金声起兵绩溪反清，丘祖德与宁国举人钱文龙、诸生麻三衡、沈寿荛等各自举兵响应。时郡城已失，丘祖德驻华阳，麻三衡驻稽亭，其他蜂起者还有十余部，相约一同攻郡城，不克，沈寿荛阵亡，丘祖德退还山中。清军攻破其寨，丘祖德被俘，被磔死，其子也被杀。不久其余各部也都败亡。紹武帝追贈太子太師吏部尚書，諡忠烈。

## 家族
曾祖丘魯；祖父丘紹文；父丘之坊。

## 延伸阅读
[在维基数据编辑]
 《明史卷二百七十七》，出自《明史》

| 官衔          | 官衔                            | 官衔          |
| ------------- | ------------------------------- | ------------- |
| 前任： 鍾鼎元 | 明朝寧國府推官 1635年－1638年   | 繼任： 朱錫元 |
| 前任： 陸燦   | 明朝濟南府推官 1640年－崇禎年間 | 繼任： 李自重 |